# Hasbara
Hasbara (hebr. הַסְבָּרָה) – posługiwanie się dyplomacją publiczną na rzecz państwa Izrael, tj. starania mające na celu bezpośrednie komunikowanie się z obywatelami innych państw w celu informowania ich i wpływania na nich, aby wspierali lub tolerowali cele rządu izraelskiego.

## Typy
Wśród wczesnych syjonistów powszechne było nazywanie ich wysiłków komunikacyjnych „propagandą”. Na przykład termin ten został użyty przez Theodora Herzla na III Kongresie Syjonistycznym w 1899 r., kiedy prosił kolegów syjonistów z audytorium o „zaangażowanie się w propagandę”. Chociaż w tamtym czasie termin „propaganda” był neutralnym terminem opisowym, w międzyczasie związał się z podejściem manipulacyjnym. Obecnie termin ten jest zwykle używany w stosunku do komunikacji izraelskiego rządu lub proizraelskich grup wsparcia tylko przez ich krytyków lub przeciwników, aby przedstawić tę komunikację jako wprowadzającą w błąd i manipulującą.
Później użyto terminu hasbara. Termin ten został formalnie wprowadzony do słownika syjonistycznego przez Nachuma Sokołowa. Hasbara jest trudny do przetłumaczenia na angielski, ale z grubsza oznacza „wyjaśnianie”. Jest to strategia komunikacyjna, która „stara się wyjaśnić działania, niezależnie od tego, czy są uzasadnione”. Ponieważ skupia się na wyjaśnianiu swoich działań, hasbara została nazwana „podejściem reaktywnym i opartym na zdarzeniach”.
Dzisiaj izraelscy praktykujący mają tendencję do określania swoich wysiłków komunikacyjnych jako „dyplomacja publiczna”, a nie hasbara, co wskazuje na zmianę strategii. Uważają, że skupienie się na „wyjaśnianiu” jest zbyt defensywne i wolą aktywnie określać program, będąc mniej reaktywnym i bardziej proaktywnym, przechodząc do bardziej kompleksowego, długoterminowego podejścia strategicznego.
Izraelska dyplomacja publiczna obejmuje różne formy komunikacji i inne formy interakcji z opinią publiczną za granicą. Na przykład Izrael angażuje się w otwartą i w pełni przypisywalną, jednokierunkową komunikację masową, która jest skierowana do niezrzeszonych dotąd populacji cywilnych w innych krajach (forma komunikacji, którą Hirschberger określa jako „komunikację zewnętrzną”), zarówno za pośrednictwem mediów społecznościowych, jak i tradycyjnych środków masowego przekazu. Rząd izraelski używa tego rodzaju komunikacji, szczególnie w celu pozytywnego przedstawienia Izraela (strategia komunikacji, którą Hirschberger nazywa „brandingiem”). Rząd izraelski i grupy proizraelskie również wykorzystują komunikację interwencyjną, aby przeciwdziałać temu, co postrzegają jako próby delegitymizacji Izraela, np. w kontekście BDS. Rząd izraelski angażuje się również w działania wykraczające poza działania komunikacyjne w mediach społecznościowych i tradycyjnych środkach masowego przekazu, np. w formie dyplomacji kulturalnej. Wysiłki komunikacyjne proizraelskich grup społeczeństwa obywatelskiego są również częściowo nazywane „adwokacją”.

## Jednostki
W dyplomację publiczną angażują się różne jednostki izraelskiego rządu, a także proizraelskie organizacje:
- Jednostka rzecznika IDF: Jednostka rzecznika Izraelskich Sił Obronnych (IDF) odgrywa centralną rolę w dyplomacji publicznej rządu izraelskiego[9]. Anglojęzyczna strona IDF na Facebooku jest jednym z najczęściej obserwowanych wojskowych mediów społecznościowych na świecie. Jednostka ta stała się największą izraelską jednostką rzeczniczą, liczącą ponad 400 oficerów, cywilów i żołnierzy. Istnieje również jednostka rezerwowa licząca prawie 1200 żołnierzy i oficerów. Od 2017 r. jednostka ma 15 pracowników, którzy są odpowiedzialni wyłącznie za platformy mediów społecznościowych IDF, aby dotrzeć do odbiorców za granicą[10]. Od 2015 r. IDF działa na 30 różnych platformach mediów społecznościowych[10][11].
- Jednostka rzecznika COGAT: Koordynacja Działań Rządu na Terytoriach (COGAT), jednostka IDF odpowiedzialna za koordynację i łączność z Autonomią Palestyńską[12], posiada własną jednostkę rzecznika, a także własne kanały mediów społecznościowych w języku angielskim i arabskim[9].
- Biuro Premiera (PMO): W ramach Kancelarii Premiera Izraela w działania dyplomacji publicznej zaangażowane są Biuro Prasowe Rządu (GPO), Dyrekcja Dyplomacji Publicznej i Krajowa Dyrekcja Informacji[13]. Krajowa Dyrekcja Informacji jest odpowiedzialna za koordynację „działań dyplomacji publicznej różnych organów rządowych w sprawach zagranicznych i bezpieczeństwa oraz w kwestiach społeczno-gospodarczych” (Izrael PMO sa)[14][13]. Dyrekcja Dyplomacji Publicznej odpowiada za informowanie o polityce i decyzjach premiera i rządu. Na czele dyrekcji stoi doradca premiera ds. mediów[13][14].
- Ministerstwo Spraw Zagranicznych (MSZ): Izraelskie Ministerstwo Spraw Zagranicznych posiada również Dyrekcję Dyplomacji Publicznej. „Dyrekcja składa się z Wydziału ds. Mediów i Spraw Publicznych, Wydziału ds. Kultury i Współpracy Naukowej oraz Biura ds. Religii i Stosunków z Diasporą Żydowską. Wydział ds. Mediów i Spraw Publicznych zawiera departament zajmujący się ‘brandingiem’, departament odpowiedzialny za zbieranie informacji, produkcję wizualnych treści medialnych, takich jak filmy wideo i opracowywanie dokumentów politycznych do informowania misji izraelskich na całym świecie, a także biuro rzecznika, które odpowiada za relacje z prasą. Wydział posiada także departament akademicki i mały departament zajmujący się sprawami społeczeństwa obywatelskiego, zwłaszcza walki z ruchem BDS[13]. Wreszcie, ministerstwo posiada także Departament Dyplomacji Cyfrowej, który jest odpowiedzialny za wszystkie cyfrowe kanały komunikacyjne ministerstwa”[10].
- Proizraelskie organizacje społeczeństwa obywatelskiego: Różne organizacje i inicjatywy społeczeństwa obywatelskiego z Izraela i zagranicy wspierają wysiłki izraelskiej dyplomacji publicznej[9]. Wybitnymi przykładami są StandWithUs, Amerykańsko-Izraelski Komitet Spraw Publicznych (AIPAC), Waszyngtoński Instytut Polityki Bliskowschodniej (WINEP), Liga Przeciw Zniesławieniom (ADL), Chrześcijańskie Zjednoczenie dla Izraela (CUFI), koalicja Israel on Campus, Inicjatywa AMCHA i „Projekt David”[15][16].
- Masbirim Israel: W 2010 roku izraelskie Ministerstwo Informacji i Spraw Diaspory rozpoczęło kampanię PR „Masbirim Israel”. Kampania miała na celu zachęcenie obywateli Izraela do przyczynienia się do poprawy wizerunku Izraela poprzez rozmowy o tym kraju ze swoimi międzynarodowymi kontaktami[9].

## Historia

### 1970-1999
Wczesne wzmianki o terminie hasbara w angielskojęzycznych głównych mediach drukowanych pochodzą z późnych lat 70. i opisują go jako „budowanie wizerunku za granicą”. Według The Washington Post, praca ta „nazywa się hasbara, gdy jej celem jest przekształcenie opinii publicznej za granicą”. Na początku lat osiemdziesiątych hasbara była definiowana jako „kampania public relations”. W Newsweeku zostało to opisane jako „wyjaśnianie”. W 1986 r. The New York Times poinformował, że pod koniec lat 70. rozpoczęto program „komunikowania celów obronnych”, a w 1984 r. wdrożono „Projekt Hasbara”, mający na celu „szkolenie oficerów służb zagranicznych w zakresie łączności poprzez umieszczanie ich w firmach amerykańskich”. Carl Spielvogel, prezes Backer & Spielvogel, udał się do Izraela, aby doradzać rządowi w informowaniu o swoich celach obronnych. Wyjazd zaowocował projektem Hasbara, programem stażowym stworzonym w celu szkolenia funkcjonariuszy służb zagranicznych w zakresie komunikacji poprzez umieszczenie ich w amerykańskich firmach.
Książka Shmuela Katza Battleground: Fact and Fantasy in Palestine, opublikowana w 1973 roku, została opisana jako „encyklopedyczna książka źródłowa dla osób zaangażowanych w izraelskie wysiłki hasbara (public relations)” przez Moshe Phillipsa, krajowego dyrektora Herut North America’s US Sekcja. W 1977 r. premier Menachem Begin mianował Katza na „doradcę premiera ds. informacji za granicą”.
W maju 1992 roku The Jerusalem Post doniósł, że amerykańscy przywódcy żydowscy prawie nie reagowali na wiadomość, że departament hasbara w Ministerstwie Spraw Zagranicznych zostanie wyeliminowany w ramach gruntownej reorganizacji ministerstwa. Malcolm Hoenlein zauważył, że od jakiegoś czasu mówi się o usprawnieniu funkcji hasbara w ministerstwie. Powiedział, że połączenie funkcji departamentu hasbary z funkcjami departamentu prasowego nie zwiastowało żadnego obniżenia priorytetu, jaki rząd Likudu nadaje hasbarze za granicą. Abe Foxman zareagował podobnie, mówiąc, że „nie był zdenerwowany ani zaniepokojony” i zauważył, że rozpowszechnianie hasbary zawsze było obowiązkiem każdego funkcjonariusza Ministerstwa Spraw Zagranicznych, zwłaszcza tych pracujących za granicą; jeśli wyeliminowanie jednego działu oznacza, że wszyscy przejmą większą odpowiedzialność za swoje wysiłki w dystrybucji hasbary, to on jest całkowicie za. Poinformowano również, że personel z zagranicznych departamentów hasbary zostanie przeniesiony do departamentów prasowych, do których należy większość pracy obecnie wykonywanej przez urzędników hasbary. Wyjaśnił, że wysiłki Izraela, by zapewnić hasbarę za granicą, skupią się na komunikacji medialnej.

### 2000-2009
W 2001 r. Shmuel Katz opublikował retrospektywę izraelskich wysiłków hasbary i powiedział, że hasbara „musi być prowadzona nie przez sporadyczne ‘rajdy’, ale przez oddzielny stały departament w rządzie”. Szaron zwiększył wysiłki hasbary, ale nie stworzył w tym celu ministerstwa na szczeblu gabinetu.
Również w 2001 roku Ministerstwo Spraw Zagranicznych Izraela, ramię dyplomatyczne izraelskiego rządu, było pierwotnym współsponsorem Stypendiów Hasbara, projektu prowadzonego przez organizację Aish HaTorah. Agencja Żydowska dla Izraela, Departament Żydowskiej Edukacji Syjonistycznej, prowadzi kampanię o nazwie „Hasbara, popieranie Izraela, twój przewodnik po konflikcie bliskowschodnim”. W maju 2007 r. stypendia Hasbara stwierdziły, że „Wikipedia nie jest obiektywnym zasobem, ale raczej internetową encyklopedią, którą każdy może edytować. Rezultatem jest strona internetowa, która jest w dużej mierze kontrolowana przez ‘intelektualistów’, którzy starają się napisać na nowo historię konfliktu arabsko-izraelskiego. Autorzy ci systematycznie, ale subtelnie przepisali kluczowe fragmenty tysięcy wpisów w Wikipedii, aby przedstawić Izrael w negatywnym świetle. Masz okazję zatrzymać ten niebezpieczny trend! Jeśli jesteś zainteresowany dołączeniem do zespołu Wikipedystów, aby upewnić się, że Izrael jest prezentowany uczciwie i dokładnie, skontaktuj się z [naszym] dyrektorem”. Podobna kampania poparcia na Wikipedii została później uruchomiona przez Komitet na rzecz Dokładności w Informowaniu o Bliskim Wschodzie w Ameryce (CAMERA) w maju 2008; na pięciu redaktorów zaangażowanych w kampanię zostały nałożone sankcje przez administratorów Wikipedii, którzy napisali, że otwarty charakter Wikipedii „jest fundamentalnie niezgodny z tworzeniem prywatnej grupy do potajemnej koordynacji edycji”.
W 2002 roku biuro izraelskiego kontrolera państwowego wydało raport krytyczny wobec izraelskich wysiłków PR. Wspomniano o „braku ogólnej koncepcji i celu strategicznego public relations” oraz o braku koordynacji między różnymi organizacjami. Poziomy finansowania są skromne; Ministerstwo Spraw Zagranicznych wydało na te działania w 2002 roku około 8,6 mln USD, a budżet Biura Prasowego Rządu wyniósł 100 000 USD.
W 2008 roku Yarden Vatikay został wyznaczony do koordynowania izraelskiej polityki medialnej w kraju i za granicą.
W 2009 roku izraelskie ministerstwo spraw zagranicznych zorganizowało wolontariuszy do dodawania proizraelskich komentarzy na stronach informacyjnych. W lipcu 2009 roku ogłoszono, że izraelskie Ministerstwo Spraw Zagranicznych zbierze oddział „wojny internetowej” do rozpowszechniania proizraelskich wiadomości na różnych stronach internetowych, z finansowaniem w wysokości 600 000 szekli (około 150 000 USD).

### 2010 do chwili obecnej
Raport z 2010 roku przygotowany dla izraelskiego gabinetu przez Instytut Reut i cytowany przez gazetę Haaretz jest przykładem powszechnego izraelskiego poglądu, że potrzebne są wysiłki hasbary, aby odpowiedzieć na to, co określa jako rozproszoną „sieć delegitymizacji” złożoną z antyizraelskich aktywistów. Haaretz ujął to tak: „Aktywiści sieci – „delegitymizatorzy”, jak ich nazywa raport – są stosunkowo marginalni: młodzi ludzie, anarchiści, migranci i radykalni działacze polityczni”. Gazeta cytuje również fragment raportu mówiący, że ta sieć promuje propalestyńskie działania w Europie jako „modne”, i wzywa do monitorowania jej przez izraelskie służby wywiadowcze oraz do traktowania sieci jako strategicznego zagrożenia przez rząd. Konkluduje, że Izrael nie był przygotowany na sprostanie zagrożeniu, jakie stanowiła ta sieć i że należy podjąć bardziej energiczne działania, aby na nie zareagować.
Neil Lazarus stwierdził, że to, co nazywa „niskobudżetową, oddolną Hasbarą 2.0” osiągnęło dojrzałość i chwali strony internetowe, które śledzą to, co zwolennicy postrzegają jako antyizraelskie uprzedzenia mediów, i które promują kampanie e-mailowe w imieniu Izraela. Zauważa, że „Izraelska hasbara wydaje się być bardziej dynamiczna, ponieważ diaspora bierze na siebie odpowiedzialność” i że „do tego zadania zostały przydzielone nawet szkoły dzienne i programy MASA”.

## Metody
Izraelska Rada Informacji Obywatelskiej (ICIC) twierdzi, że jej celem jest „wspieranie wysiłków na rzecz wyjaśnienia izraelskiego życia z punktu widzenia przeciętnego obywatela Izraela. W tym celu ICIC werbuje Izraelczyków ze wszystkich środowisk do udziału w swoich różnych projektach. ...Jednym z naszych głównych działań jest produkcja specjalnych prezentacji Powerpoint, które zamieszczamy na naszej stronie internetowej. Prezentacje te dotyczą konkretnych aspektów i zagadnień związanych z Izraelem i Bliskim Wschodem.”
Niektórzy eksperci hasbary badają metody stosowane przez aktywistów palestyńskich i doradzają, jak zareagować. Na przykład opisywanie demonstrantów jako „młodzieży” wywołuje inne wrażenie niż nazywanie ich „dziećmi”. Zwracają uwagę na subtelne różnice znaczeniowe między takimi słowami jak demonstracja i zamieszki, organizacja terroru i palestyńska organizacja polityczna. Odradzają wyzwiska i zdobywanie punktów.
Edward Said napisał, że metody hasbara stosowane podczas Drugiej Intifady obejmowały lunche i bezpłatne wycieczki dla wpływowych dziennikarzy; seminaria dla studentów żydowskich uniwersytetów; zaproszenia dla kongresmenów; broszury i darowizny pieniężne na kampanie wyborcze; mówienie fotografom i pisarzom, co fotografować lub o czym pisać; wykłady i trasy koncertowe wybitnych Izraelczyków; częste odniesienia do Holokaustu; ogłoszenia w gazetach atakujące Arabów i wychwalające Izrael.
Ministerstwo Spraw Zagranicznych Izraela ustanowiło nowe szkolenie na temat właściwego wykorzystania metod mediów społecznościowych w swojej strategii hasbara. Było wiele przypadków, w których zawstydzające i nieodpowiednie tweety i posty ambasad izraelskich, zwłaszcza w Irlandii pod przywództwem Boaza Moda’i, przyniosły międzynarodowe potępienie. W odpowiedzi na takie incydenty izraelskie Ministerstwo Spraw Zagranicznych zaktualizowało internetowe wytyczne dotyczące mediów społecznościowych dla przedstawicieli rządu izraelskiego na całym świecie, tak aby „doktryna walki” w przewodniku medialnym zawierała odpowiednie „zalecenia i zakazy”.

### Kształtowanie amerykańskiej opinii publicznej
Urzędnicy izraelscy podkreślali wagę kształtowania amerykańskiej opinii publicznej w celu wywierania korzystnego wpływu na politykę zagraniczną USA wobec Izraela. Na przykład premier Benjamin Netanjahu powiedział: „W ciągu ostatnich 30 lat niezliczoną ilość razy występowałem w amerykańskich mediach i spotykałem tysiące amerykańskich przywódców. Rozwinąłem pewną zdolność wpływania na opinię publiczną”. Netanjahu wygłosił to oświadczenie w kontekście trwających dekadę wysiłków rządu izraelskiego, aby wywierać nacisk na działania militarne przeciwko Iranowi. Dodał, że „jest to najważniejsza rzecz: zdolność do przechylenia opinii publicznej w Stanach Zjednoczonych przeciwko reżimowi w Iranie”.

### Koordynacja z organizacjami syjonistycznymi diaspory
Główne amerykańskie organizacje żydowskie odegrały znaczącą rolę w przekazywaniu amerykańskiej opinii publicznej narracji o państwie izraelskim. Rabin Alexander M. Schindler, były przewodniczący Konferencji Prezydentów Głównych Amerykańskich Organizacji Żydowskich, powiedział: „Konferencja Prezydencka i jej członkowie byli instrumentami oficjalnej izraelskiej polityki rządowej. Naszym zadaniem było otrzymywanie wskazówek od rządu i robienie wszystkiego, co w naszej mocy, aby wpłynąć na społeczność żydowską”. Podobnie Hyman Bookbinder, wysoki rangą urzędnik Amerykańskiego Komitetu Żydowskiego, powiedział: „O ile coś nie jest strasznie naglące, naprawdę krytyczne lub fundamentalne, macie papugować linię Izraela, aby utrzymać amerykańskie poparcie. Jako amerykańscy Żydzi nie rozpowiadamy, że Izrael myli się co do swojej polityki”.
Mitchell Bard napisał, że „poprzez ujęcie kwestii w kategoriach interesu narodowego, AIPAC może przyciągnąć szersze poparcie niż kiedykolwiek byłoby to możliwe, gdyby był postrzegany jako reprezentujący wyłącznie interesy Izraela. Nie oznacza to, że AIPAC nie ma bliskich relacji z izraelskimi urzędnikami; ma, lecz nieoficjalnie. Mimo to lobby czasami wchodzi w konflikt z izraelskim rządem”.
Według Shivi Greenfielda i Nachmana Shai, izraelski rząd (w szczególności Ministerstwo Spraw Zagranicznych, dawne Ministerstwo Dyplomacji Publicznej i Spraw Diaspory oraz Ministerstwo Turystyki) współpracował z różnymi izraelskimi i międzynarodowymi organizacjami pozarządowymi w celu promowania izraelskiej dyplomacji publicznej w globalnej diasporze żydowskiej i społeczności międzynarodowej. Godne uwagi izraelskie organizacje pozarządowe zaangażowane w dyplomację publiczną obejmują Żydowską Agencję dla Izraela, Projekt Izrael, HonestReporting, Instytut Badawczy Mediów Bliskiego Wschodu (MEMRI) i Obserwatorium Mediów Palestyńskich (PMW). Rząd Izraela współpracował również z kilkoma żydowskimi i chrześcijańskimi syjonistycznymi organizacjami pozarządowymi w USA i za granicą, w tym z Ligą Przeciw Zniesławieniom (ADL), Amerykańsko-Izraelskim Komitetem Spraw Publicznych (AIPAC), Amerykańskim Komitetem Żydowskim (AJC), Konferencją Prezydentów Głównych Organizacji Żydowskich, Chrześcijańskim Zjednoczeniem dla Izraela (CUFI), Żydowską Federacją Ameryki Północnej (JFNA) i Syjonistyczną Organizacją Ameryki (ZOA).
Według Greenfielda i Shai, izraelski rząd i sympatyzujące z nim organizacje pozarządowe, w tym Hillel International, B’nai B’rith, Israel at Heart i StandWithUs, starały się promować sympatię do Izraela wśród studentów uniwersytetów poprzez wycieczki studyjne, takie jak Birthright Israel i Masa Israel, rozmowy, spotkania, dystrybucję materiałów edukacyjnych, pakiety prezentów, zbieranie funduszy i oddawanie krwi. Te kampusowe działania mają na celu wzmocnienie więzi między Izraelem a diasporą żydowską i wspieranie wysiłków żydowskich studentów w walce z tak zwanym „antyizraelskim” aktywizmem na kampusie, takim jak Tydzień Izraelskiego Apartheidu. Shai identyfikuje koalicję „Israel on Campus” jako organizację parasolową dla większości proizraelskich amerykańskich organizacji kampusowych. Jest ona finansowana przez Fundację Schustermana i Hillel.
Według Shahara Burli, izraelskie ministerstwa spraw zagranicznych i dyplomacji publicznej współpracowały z lokalną australijską społecznością żydowską i organizacjami syjonistycznymi, takimi jak lokalny oddział United Israel Appeal, Australoazjatycka Unia Studentów Żydowskich, Rada Syjonistyczna Nowej Południowej Walii i Żydowska Rada Deputowanych Nowej Południowej Walii, aby zmobilizować australijskich Żydów do wspierania izraelskich wysiłków hasbary podczas ataku flotylli na Gazę w 2010 roku. Ministerstwo Dyplomacji Publicznej i Spraw Diaspory utworzyło „pokój komunikacyjny” w celu rozpowszechniania proizraelskich informacji wśród globalnej diaspory żydowskiej. Te wysiłki mobilizacyjne prowadzone były poprzez wiadomości e-mail, strony internetowe, tradycyjne media, spotkania i demonstracje. Sympatycy proizraelscy byli zachęcani do udostępniania proizraelskich filmów i artykułów na platformach mediów społecznościowych, odpowiadania na blogi i programy telewizyjne oraz pisania listów do redakcji.